# Campionati mondiali di sci nordico 2003
I Campionati mondiali di sci nordico 2003, quarantaquattresima edizione della manifestazione, si svolsero dal 18 febbraio al 1º marzo in Val di Fiemme, in Italia. Vennero assegnati diciotto titoli.
Rispetto all'edizione precedente furono introdotte alcune variazioni nel programma. Nel salto con gli sci si disputò una sola gara a squadre, dal trampolino lungo, anziché due (una dal trampolino lungo e una dal trampolino normale). Nello sci di fondo, come ai XIX Giochi olimpici invernali di Salt Lake City 2002, nella gara sprint, sia maschile sia femminile, si gareggiò sulla distanza di 1,5 km anziché 1 km.
La Val di Fiemme aveva già ospitato i Campionati mondiali di sci nordico 1991.

## Risultati

### Uomini

#### Combinata nordica

##### Sprint
| Posizione | Atleta          | Nazione     | Tempo   |
| --------- | --------------- | ----------- | ------- |
| 1         | Johnny Spillane | Stati Uniti | 18:47,8 |
| 2         | Ronny Ackermann | Germania    | 18:49,1 |
| 3         | Felix Gottwald  | Austria     | 18:49,1 |
| 4         | Georg Hettich   | Germania    | 18:49,9 |
| 5         | Kenneth Braaten | Norvegia    | 19:00,6 |
| 6         | Kristian Hammer | Norvegia    | 19:19,6 |

28 febbraio

Trampolino: Giuseppe Dal Ben K120

Fondo: 7,5 km

##### Individuale
| Posizione | Atleta           | Nazione   | Tempo   |
| --------- | ---------------- | --------- | ------- |
| 1         | Ronny Ackermann  | Germania  | 37:54,2 |
| 2         | Felix Gottwald   | Austria   | 38:46,3 |
| 3         | Samppa Lajunen   | Finlandia | 39:10,1 |
| 4         | Georg Hettich    | Germania  | 39:30,1 |
| 5         | Kristian Hammer  | Norvegia  | 39:35,1 |
| 6         | Christoph Bieler | Austria   | 39:50,4 |

21 febbraio

Trampolino: Giuseppe Dal Ben K95

Fondo: 15 km

##### Gara a squadre
| Posizione | Nazione     | Atleti                                                          | Tempo   |
| --------- | ----------- | --------------------------------------------------------------- | ------- |
| 1         | Austria     | Michael Gruber Wilhelm Denifl Christoph Bieler Felix Gottwald   | 47:23,9 |
| 2         | Germania    | Thorsten Schmitt Georg Hettich Björn Kircheisen Ronny Ackermann | 47:36,5 |
| 3         | Finlandia   | Hannu Manninen Jouni Kaitainen Jaakko Tallus Samppa Lajunen     | 48:39,4 |
| 4         | Norvegia    | Ola Morten Græsli Petter Tande Kristian Hammer Kenneth Braaten  | 49:03,7 |
| 5         | Stati Uniti | Carl Van Loan Jed Hinkley Johnny Spillane Todd Lodwick          | 50:39,1 |
| 6         | Giappone    | Norihito Kobayashi Daito Takahashi Junpei Aoki Satoshi Mori     | 51:33,6 |

24 febbraio

Trampolino: Giuseppe Dal Ben K120

Fondo: 4x5 km

#### Salto con gli sci

##### Trampolino normale
| Posizione | Atleta             | Nazione   | Punti |
| --------- | ------------------ | --------- | ----- |
| 1         | Adam Małysz        | Polonia   | 279,0 |
| 2         | Tommy Ingebrigtsen | Norvegia  | 263,0 |
| 3         | Noriaki Kasai      | Giappone  | 259,5 |
| 4         | Hideharu Miyahira  | Giappone  | 259,0 |
| 5         | Tami Kiuru         | Finlandia | 258,5 |
| 6         | Arttu Lappi        | Finlandia | 253,5 |

28 febbraio

Trampolino: Giuseppe Dal Ben K95

##### Trampolino lungo
| Posizione | Atleta             | Nazione   | Punti |
| --------- | ------------------ | --------- | ----- |
| 1         | Adam Małysz        | Polonia   | 289,0 |
| 2         | Matti Hautamäki    | Finlandia | 286,5 |
| 3         | Noriaki Kasai      | Giappone  | 273,2 |
| 4         | Tommy Ingebrigtsen | Norvegia  | 266,9 |
| 5         | Hideharu Miyahira  | Giappone  | 264,4 |
| 6         | Robert Kranjec     | Slovenia  | 260,9 |

22 febbraio

Trampolino: Giuseppe Dal Ben K120

##### Gara a squadre
| Posizione | Nazione   | Atleti                                                              | Punti  |
| --------- | --------- | ------------------------------------------------------------------- | ------ |
| 1         | Finlandia | Janne Ahonen Tami Kiuru Arttu Lappi Matti Hautamäki                 | 1046,6 |
| 2         | Giappone  | Kazuyoshi Funaki Akira Higashi Hideharu Miyahira Noriaki Kasai      | 1010,1 |
| 3         | Norvegia  | Tommy Ingebrigtsen Lars Bystøl Sigurd Pettersen Bjørn Einar Romøren | 991,9  |
| 4         | Germania  | Martin Schmitt Georg Späth Michael Uhrmann Sven Hannawald           | 963,3  |
| 5         | Austria   | Martin Höllwarth Andreas Kofler Andreas Widhölzl Florian Liegl      | 961,8  |
| 6         | Slovenia  | Peter Žonta Rok Benkovič Primož Peterka Robert Kranjec              | 954,5  |

23 febbraio

Trampolino: Giuseppe Dal Ben K120

#### Sci di fondo

##### 15 km
| Posizione | Atleta            | Nazione     | Tempo   |
| --------- | ----------------- | ----------- | ------- |
| 1         | Axel Teichmann    | Germania    | 35:47,5 |
| 2         | Jaak Mae          | Estonia     | 35:54,4 |
| 3         | Frode Estil       | Norvegia    | 35:56,0 |
| 4         | Kris Freeman      | Stati Uniti | 35:58,1 |
| 5         | Andreas Schlütter | Germania    | 36:00,4 |
| 6         | Ivan Bátory       | Slovacchia  | 36:05,1 |

21 febbraio

Tecnica classica

##### 30 km
| Posizione | Atleta            | Nazione  | Tempo     |
| --------- | ----------------- | -------- | --------- |
| 1         | Thomas Alsgaard   | Norvegia | 1:12:29,3 |
| 2         | Anders Aukland    | Norvegia | 1:12:29,9 |
| 3         | Frode Estil       | Norvegia | 1:12:30,4 |
| 4         | Andrus Veerpalu   | Estonia  | 1:12:31,2 |
| 5         | Andreas Schlütter | Germania | 1:12:32,1 |
| 6         | Jens Filbrich     | Germania | 1:12:34,8 |

19 febbraio

Tecnica classica

Partenza in linea

##### 50 km
| Posizione | Atleta              | Nazione     | Tempo     |
| --------- | ------------------- | ----------- | --------- |
| 1         | Martin Koukal       | Rep. Ceca   | 1:54:25,3 |
| 2         | Anders Södergren    | Svezia      | 1:54:40,3 |
| 3         | Jörgen Brink        | Svezia      | 1:55:09,0 |
| 4         | Mathias Fredriksson | Svezia      | 1:55:25,2 |
| 5         | Carl Swenson        | Stati Uniti | 1:55:49,2 |
| 6         | Vincent Vittoz      | Francia     | 1:55:59,9 |

1º marzo

Tecnica libera

##### Sprint 1,5 km
| Posizione | Atleta               | Nazione   |
| --------- | -------------------- | --------- |
| 1         | Thobias Fredriksson  | Svezia    |
| 2         | Håvard Bjerkeli      | Norvegia  |
| 3         | Tor-Arne Hetland     | Norvegia  |
| 4         | Tobias Angerer       | Germania  |
| 5         | Martin Koukal        | Rep. Ceca |
| 6         | Freddy Schwienbacher | Italia    |

26 febbraio

Tecnica libera

##### Inseguimento 20 km
| Posizione | Atleta            | Nazione       | Tempo   |
| --------- | ----------------- | ------------- | ------- |
| 1         | Per Elofsson      | Svezia        | 47:42,3 |
| 2         | Tore Ruud Hofstad | Norvegia      | 47:42,6 |
| 3         | Jörgen Brink      | Svezia        | 47:42,7 |
| 4         | Markus Hasler     | Liechtenstein | 47:42,8 |
| 5         | Axel Teichmann    | Germania      | 47:42,9 |
| 6         | Martin Koukal     | Rep. Ceca     | 47:43,2 |

23 febbraio

10 km a tecnica classica + 10 km a tecnica libera

##### Staffetta 4x10 km
| Posizione | Nazione   | Atleti                                                          | Tempo     |
| --------- | --------- | --------------------------------------------------------------- | --------- |
| 1         | Norvegia  | Anders Aukland Frode Estil Tore Ruud Hofstad Thomas Alsgaard    | 1:31:56,4 |
| 2         | Germania  | Jens Filbrich Andreas Schlütter René Sommerfeldt Axel Teichmann | 1:31:56,6 |
| 3         | Svezia    | Anders Södergren Mathias Fredriksson Per Elofsson Jörgen Brink  | 1:32:12,8 |
| 4         | Russia    | Vasilij Ročev Vitalij Denisov Sergej Novikov Andrej Nutrichin   | 1:32:21,5 |
| 5         | Svizzera  | Reto Burgermeister Beat Koch Gion Andrea Bundi Patrick Mächler  | 1:33:16,9 |
| 6         | Finlandia | Timo Toppari Kuisma Taipale Teemu Kattilakoski Sami Repo        | 1:33:36,2 |

25 febbraio

2 frazioni a tecnica classica + 2 frazioni a tecnica libera

### Donne

#### Sci di fondo

##### 10 km
| Posizione | Atleta                       | Nazione  | Tempo   |
| --------- | ---------------------------- | -------- | ------- |
| 1         | Bente Skari                  | Norvegia | 25:47,0 |
| 2         | Kristina Šmigun-Vähi         | Estonia  | 26:08,0 |
| 3         | Hilde Gjermundshaug Pedersen | Norvegia | 26:16,7 |
| 4         | Gabriella Paruzzi            | Italia   | 26:53,8 |
| 5         | Ol'ga Zav'jalova             | Russia   | 26:56,7 |
| 6         | Valentyna Ševčenko           | Ucraina  | 27:01,2 |

20 febbraio

Tecnica classica

##### 15 km
| Posizione | Atleta                       | Nazione   | Tempo   |
| --------- | ---------------------------- | --------- | ------- |
| 1         | Bente Skari                  | Norvegia  | 39:40,9 |
| 2         | Kristina Šmigun-Vähi         | Estonia   | 39:53,7 |
| 3         | Ol'ga Zav'jalova             | Russia    | 40:36,7 |
| 4         | Hilde Gjermundshaug Pedersen | Norvegia  | 41:02,7 |
| 5         | Jenny Olsson                 | Svezia    | 41:12,1 |
| 6         | Riika Sirviö                 | Finlandia | 41:16,3 |

21 febbraio

Tecnica classica

Partenza in linea

##### 30 km
| Posizione | Atleta                  | Nazione  | Tempo     |
| --------- | ----------------------- | -------- | --------- |
| 1         | Ol'ga Zav'jalova        | Russia   | 1:14:29,8 |
| 2         | Elena Buruchina         | Russia   | 1:14:45,1 |
| 3         | Kristina Šmigun-Vähi    | Estonia  | 1:14:56,7 |
| 4         | Gabriella Paruzzi       | Italia   | 1:15:02,5 |
| 5         | Sabina Valbusa          | Italia   | 1:15:34,1 |
| 6         | Evi Sachenbacher-Stehle | Germania | 1:15:35,6 |

28 febbraio

Tecnica libera

##### Sprint 1,5 km
| Posizione | Atleta                       | Nazione   |
| --------- | ---------------------------- | --------- |
| 1         | Marit Bjørgen                | Norvegia  |
| 2         | Claudia Nystad               | Germania  |
| 3         | Hilde Gjermundshaug Pedersen | Norvegia  |
| 4         | Beckie Scott                 | Canada    |
| 5         | Evi Sachenbacher-Stehle      | Germania  |
| 6         | Pirjo Muranen                | Finlandia |

26 febbraio

Tecnica libera

##### Inseguimento 10 km
| Posizione | Atleta                       | Nazione  | Tempo   |
| --------- | ---------------------------- | -------- | ------- |
| 1         | Kristina Šmigun-Vähi         | Estonia  | 26:38,4 |
| 2         | Evi Sachenbacher-Stehle      | Germania | 26:39,0 |
| 3         | Ol'ga Zav'jalova             | Russia   | 26:39,0 |
| 4         | Hilde Gjermundshaug Pedersen | Norvegia | 26:39,5 |
| 5         | Gabriella Paruzzi            | Italia   | 26:39,6 |
| 6         | Beckie Scott                 | Canada   | 26:39,9 |

22 febbraio

5 km a tecnica classica + 5 km a tecnica libera

##### Staffetta 4x5 km
| Posizione | Nazione     | Atlete                                                                  | Tempo   |
| --------- | ----------- | ----------------------------------------------------------------------- | ------- |
| 1         | Germania    | Manuela Henkel Viola Bauer Claudia Nystad Evi Sachenbacher-Stehle       | 50:54,7 |
| 2         | Norvegia    | Anita Moen Marit Bjørgen Hilde Gjermundshaug Pedersen Vibeke Skofterud  | 51:26,3 |
| 3         | Russia      | Natal'ja Korostelëva Ol'ga Zav'jalova Elena Buruchina Nina Gavryljuk    | 52:06,3 |
| 4         | Kazakistan  | Elena Kolomina Elena Antonova Oksana Jackaja Svetlana Šiškina-Malachova | 52:13,0 |
| 5         | Bielorussia | Alena Kaluhina Vera Zjatikova Natal'ja Zjatikova Svetlana Nagejkina     | 52:25,4 |
| 6         | Svezia      | Elin Ek Lina Andersson Jenny Olsson Anna Olsson                         | 52:25,9 |

24 febbraio

2 frazioni a tecnica classica + 2 frazioni a tecnica libera

La medaglia d'argento era stata inizialmente assegnata alla nazionale finlandese, poi squalificata per il doping riscontrato in Kaisa Varis

## Medagliere per nazioni
| Posizione | Nazione     | Oro | Argento | Bronzo | Totale |
| --------- | ----------- | --- | ------- | ------ | ------ |
| 1         | Norvegia    | 5   | 5       | 6      | 16     |
| 2         | Germania    | 3   | 5       | 0      | 7      |
| 3         | Svezia      | 2   | 1       | 3      | 6      |
| 4         | Polonia     | 2   | 0       | 0      | 2      |
| 5         | Estonia     | 1   | 3       | 1      | 5      |
| 6         | Russia      | 1   | 1       | 3      | 5      |
| 7         | Finlandia   | 1   | 1       | 2      | 4      |
| 8         | Austria     | 1   | 1       | 1      | 3      |
| 9         | Rep. Ceca   | 1   | 0       | 0      | 1      |
|           | Stati Uniti | 1   | 0       | 0      | 1      |
| 11        | Giappone    | 0   | 1       | 2      | 3      |